# Langedijk

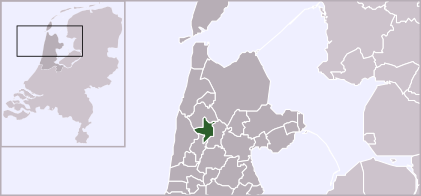
Langedijks läge

Langedijk är en tidigare kommun i nordvästra Nederländerna i provinsen Noord-Holland. Kommunen hade en area på 26,99 km² (av vilket 2,84 km² utgjordes av vatten) och en folkmängd på 25 278 invånare (2004). Sedan 2022 ingår dess territorium i kommunen Dijk en Waard.